# Mstislav I. Vladimirovič
Mstislav I. Vladimírovič zvaný Veliký (1. června 1076, Turov – 14. dubna 1132, Kyjev) byl kyjevský kníže z rodu Rurikovců, vládl v letech 1125 až 1132.
Narodil se jako syn Vladimíra II. Monomacha a jeho první ženy Gythy z Wessexu. Původně spravoval Novgorod, kde se zasloužil o obnovu vyhořelého Novgorodského dětince. Jako jeho otec dokázal ještě udržet jednotný ruský stát, který se začal po jeho smrti rozpadat.